# Paola Pigniová
Paola Pigniová (30. prosince 1945 Milán – 11. června 2021 Řím) byla atletka z Itálie, která startovala hlavně na středních vzdálenostech. 2. července 1969 v Miláně vytvořila světový rekord na 1500 m časem 4:12,4. Na této trati také obsadila třetí místo na mistrovství Evropy v atletice 1969 i na Letních olympijských hrách 1972. Získala tři zlaté medaile na mistrovství světa v přespolním běhu v letech 1970 (ještě pod názvem „mezinárodní mistrovství“), 1973 a 1974. Vyhrála 1500 m na univerziádě 1973 a 800 m a 1500 m na středomořských hrách 1973. Devatenáctkrát se stala mistryní Itálie na tratích od 400 m do 3000 m a v přespolním běhu. Byla členkou klubu SNIA Milán. Vystudovala Instituto superiore di educazione fisica, angažovala se v Italské socialistické straně. Provdala se za svého trenéra Bruna Cacchiho, s nímž má dvě děti.
V roce 2016 získala hvězdu na Chodníku slávy italského sportu v Římě.

## Osobní rekordy
- 400 m 54,2
- 800 m 2:01,95
- 1500 m 4:02,85
- 3000 m 8:56.6
- 5000 m 15:53,6
- 10000 m 35:30,5
- maratón 3:00:47